# Téléphérique Saint-Gervais-Le Bettex
Le téléphérique Saint-Gervais-Le Bettex est un ancien téléphérique de France situé dans les Alpes, en Haute-Savoie. Construit en 1936 et restructuré en 1984 et 2013, il est remplacé en 2024 par la télécabine de L'Alpin en lien avec la création du Valléen qui se trouve en aval. En amont, le téléphérique du Bettex-Mont d'Arbois de 1937 à 1989 et la télécabine du Bettex-Mont d'Arbois depuis 1971 permettent de gagner le haut du domaine skiable et l'essentiel de ses pistes de ski ainsi que le reste de l'Évasion Mont-Blanc.

## Histoire
Au début du XXe siècle, Saint-Gervais-les-Bains — alors station thermale depuis un siècle — développe une activité de sports d'hiver avec ses premières remontées mécaniques construites dans l'entre-deux-guerres. Le domaine skiable naissant s'étend alors rapidement en direction du sommet du mont d'Arbois qui est également rejoint par les remontées mécaniques de Megève qui se développe à la même époque sur l'autre versant de la montagne. Ainsi, le téléphérique Saint-Gervais-Le Bettex est ouvert en 1936 entre le hameau du Neyret — proche du bourg de Saint-Gervais-les-Bains — et le hameau du Bettex situé à mi pente et le téléphérique du Bettex-Mont d'Arbois est ouvert l'année suivante entre le Bettex et le sommet du mont d'Arbois ; ces deux remontées mécaniques constituent l'épine dorsale du domaine skiable qui s'étend de part et d'autre,.
Construit dans les années 1930, le téléphérique Saint-Gervais-Le Bettex qui utilise les techniques d'avant-guerre en matière de remontées mécaniques se retrouve sous-dimensionné au fur et à mesure de la popularisation des sports d'hiver dans la seconde moitié du XXe siècle. La société d'exploitation de la station le reconstruit alors en le transformant d'un téléphérique double voie à va-et-vient en DMC en 1984 — il est alors le second DMC de France — et le restructure en 2013 dans l'optique d'un remplacement en 2028. Il est finalement reconstruit quatre ans avant la date prévue car en 2024, Le Valléen ouvre après un an de travaux. Cette nouvelle remontée mécanique effectue la liaison en aval entre le Fayet et la gare aval de la télécabine en jouant le rôle d'ascenseur valléen. La construction de la gare amont du Valléen jouxtant le gare aval du téléphérique en vue d'une meilleure correspondance entre les deux remontées mécaniques, il est finalement décidé de reconstruire ce dernier.

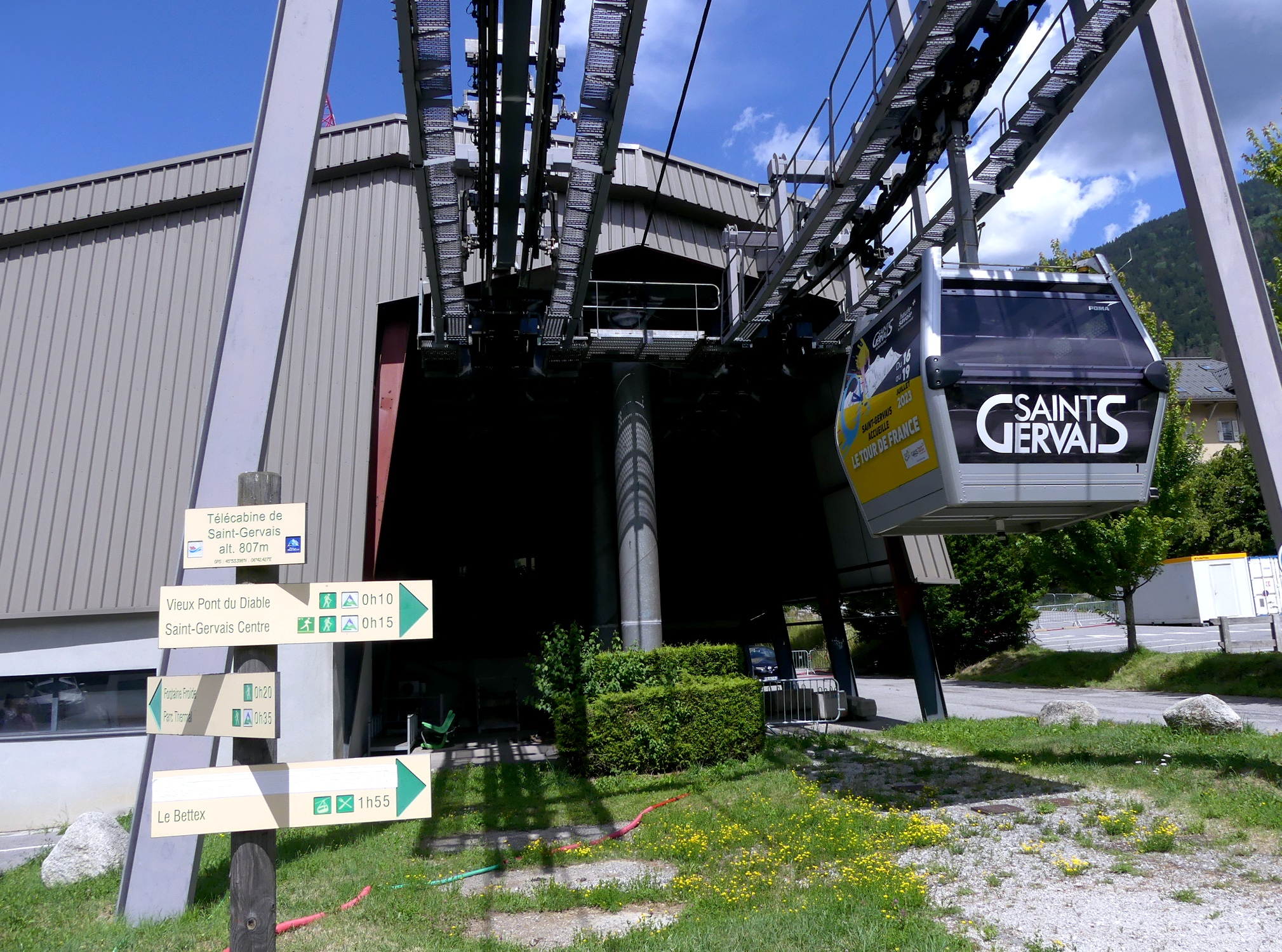
La gare aval en juillet 2023.